# Nokia 8910
Il Nokia 8910 è un telefono cellulare prodotto dall'azienda finlandese Nokia e messo in commercio nel 2002.

## Caratteristiche
- Dimensioni: 103 x 46 x 20 mm
- Massa: 110 g
- Risoluzione display: 84 x 48 pixel monocromatico
- Durata batteria in conversazione: 4 ore
- Durata batteria in standby: 300 ore (12 giorni)
- Bluetooth e infrarossi